# Adelodus nigrocoeruleus
Adelodus nigrocoeruleus là một loài ruồi trong họ Asilidae. Adelodus nigrocoeruleus được Hermann miêu tả năm 1912.